# Kurt Landsberg
Kurt Landsberg (* 20. März 1892 in Berlin; † 28. Februar 1964 ebenda) war ein langjähriger Berliner Landespolitiker, der zunächst der CDU angehörte, später jedoch zur SPD wechselte.

## Schule und Studium
Landsberg besuchte das Sophien-Gymnasium in der Spandauer Vorstadt. Nach bestandener Reifeprüfung nahm er ein Studium der Geschichte, Staatswissenschaften, Germanistik und Theologie an der Friedrich-Wilhelms-Universität Berlin auf. 1922 legte er das Examen als Diplom-Volkswirt ab.

## Wirken

### Weimarer Republik
Nachdem er 1920 das Examen für das Lehramt an Höheren Schulen abgelegt hatte, arbeitete er zunächst am Realgymnasium Lichtenberg, als Studienrat, Oberstudienrat und zuletzt als Oberstudiendirektor bis 1933 an verschiedenen Schulen und später als Dozent an der Volkshochschule in Berlin für Geschichte und Staatswissenschaften.
In dieser Zeit engagierte sich Kurt Landsberg in der Deutschen Demokratischen Partei und wurde für sie zum Bezirksverordneten im Berliner Bezirk Mitte gewählt. Später übernahm er dort den Fraktionsvorsitz. Er war Vorstandsmitglied des Verbandes Reichsbanner Schwarz-Rot-Gold.

### Drittes Reich
Im NS-Staat hatte er ab März 1933 aus rassischen und politischen Gründen Berufsverbot und war zunächst an der Privaten Jüdischen Waldschule Grunewald neben der Schulvorsteherin Toni Lessler tätig, wurde jedoch 1939 mit Schließung der „Lessler-Schule“ erwerbslos und arbeitete ab 1940 als Angestellter einer Maschinenfabrik in Berlin.

### Politische Betätigung nach dem Krieg

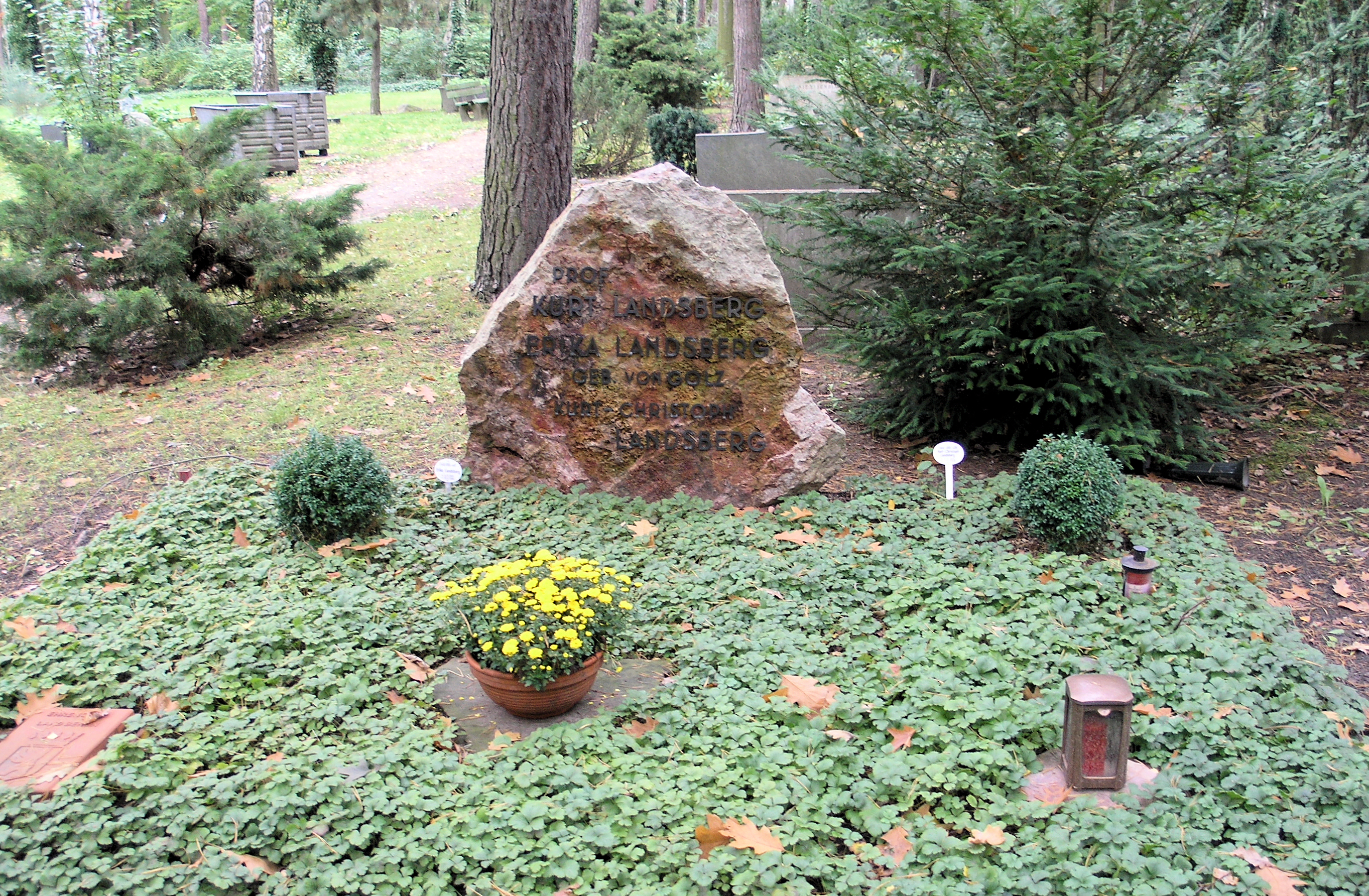
Ehrengrab, Potsdamer Chaussee 75, in Berlin-Nikolassee

Nach dem Krieg war Kurt Landsberg wieder als Lehrer, Schulleiter und Leiter der Volkshochschule Steglitz tätig.
Politisch fand er schnell zur CDU. Nach der Berlinwahl 1946 wurde er Bezirksstadtrat für das Volksbildungswesen in Berlin-Steglitz, ein Jahr später erfolgte seine Berufung zum Professor für Geschichte an die Hochschule für Musik und an die Hochschule für Bildende Künste in Berlin.
1948 war er Mitglied im vorbereitenden Ausschuss zur Gründung der Freien Universität. Im gleichen Jahr wurde er in die Stadtverordnetenversammlung West-Berlins gewählt und übernahm bis zu seinem Austritt aus der CDU den Vorsitz der CDU-Fraktion.
1950 wechselte er jedoch nach Auseinandersetzungen über das Berliner Schulgesetz zur SPD. Noch im selben Jahr wurde Kurt Landsberg Mitglied des Abgeordnetenhauses von Berlin sowie Bezirksverordneter in Berlin-Zehlendorf.
Ende Oktober 1957 wählte ihn das Abgeordnetenhaus in der Nachfolge Willy Brandts mit einer knappen Mehrheit zum Parlamentspräsidenten.
Infolge von autorenrechtlichen Auseinandersetzungen mit Harry Goetz und der diese betreffenden Bitte des Landesausschusses der Berliner SPD um Aufgabe seines Amtes, trat er Anfang März 1958 zurück.
Er war Mitglied des Verwaltungsrates des Senders Freies Berlin, Vorsitzender des Vereins der Freien Volksbühne und des 1947 neu gegründeten Verein für die Geschichte Berlins bis 1964.
Landsberg lebte in Berlin-Schlachtensee am Marinesteig 6. Er starb am 28. Februar 1964 im Alter von 71 Jahren und wurde auf dem Waldfriedhof Zehlendorf in Berlin-Nikolassee beigesetzt. Die Grabstätte gehört zu den Ehrengräbern des Landes Berlin.

## Auszeichnungen
- 1948: Mitglied des Senats der Europäischen Akademie zur Förderung der Europäischen Einigung
- 1957: Bundesverdienstkreuz 1. Klasse